# Baloji
Baloji (nascut el 12 de setembre de 1978) és un raper, cantant i director de cinema belga d'origen congolès. Conegut com MC Balo al grup de hip hop Starflam, va continuar com a artista solista a partir de 2006. El nom Baloji en suahili es tradueix com "home de ciència".  La seva pel·lícula Augure va ser seleccionada com a entrada belga a la Millor Pel·lícula Internacional als Premis Oscar de 2023.

## Carrera
Nascut fora del matrimoni d'un pare belga i mare congolesa, es va traslladar a Bèlgica a de ben petit amb el seu pare per viure a Ostende, perdent tot contacte amb la seva mare. Sentint-se estranyat en el seu nou entorn i després de disputes amb el seu pare, petits crims i problemes amb la policia, va deixar casa i va viure en una casa de delinqüents juvenils treballant en la seva passió pel rap i la dansa. Al costat dels seus amics, va fundar la banda de hip hop Starflam als 15 anys. L'àlbum de debut homònim de la banda el 1998 va ser Starflam i el següent àlbum Survivant publicat a Capitol / EMI el 2001 va ser platí i es va tornar a publicar amb un Survivant – Édition Spéciale a EMI l'any següent. El 2003, la banda va tenir un altre àlbum d'estudi Donne moi de l'amour. Però després de diferències amb els altres membres de la banda, Baloji va deixar la música el 2004.
Després que Baloji descobrís una carta de la seva mare que no veia des del 1981, i després de guanyar un concurs de poesia a París, va decidir tornar a la música el 2006 com a artista solista. El seu àlbum de debut en solitari el 2008, titulat Hotel Impala, va ser un àlbum autobiogràfic sobre la seva vida, que inclou una resposta cordial a la carta de la seva mare. "Vaig fer el meu primer disc en solitari per a la meva mare, per explicar què va passar a la meva vida durant els 25 anys després de marxar. Vaig tornar a donar-li l'àlbum i ella no ho va entendre realment. Diguem que no va anar gaire bé", diu Baloji. L'àlbum va ser certificat d'or, va guanyar dos premis "Octaves de la musique", així com els premis Rapsat-Lelièvre i els premis Brassens per a lletres. El va seguir amb els àlbums Kinshasa Succursale el 2011 i 64 Bits and Malachite el 2015.
La seva pel·lícula "Augure" va debutar al 76è Festival Internacional de Cinema de Canes, on va guanyar elPremi Un Certain Regard Nova Veu. La pel·lícula va tenir 13 nominacions als Premis de l'Acadèmia de Cinema d'Àfrica. També va rebre el Premi al millor director al LVI Festival Internacional de Cinema Fantàstic de Catalunya. La banda sonora de la pel·lícula es va publicar com a  EP de cinc pistes per MCA Records.

## Discografia

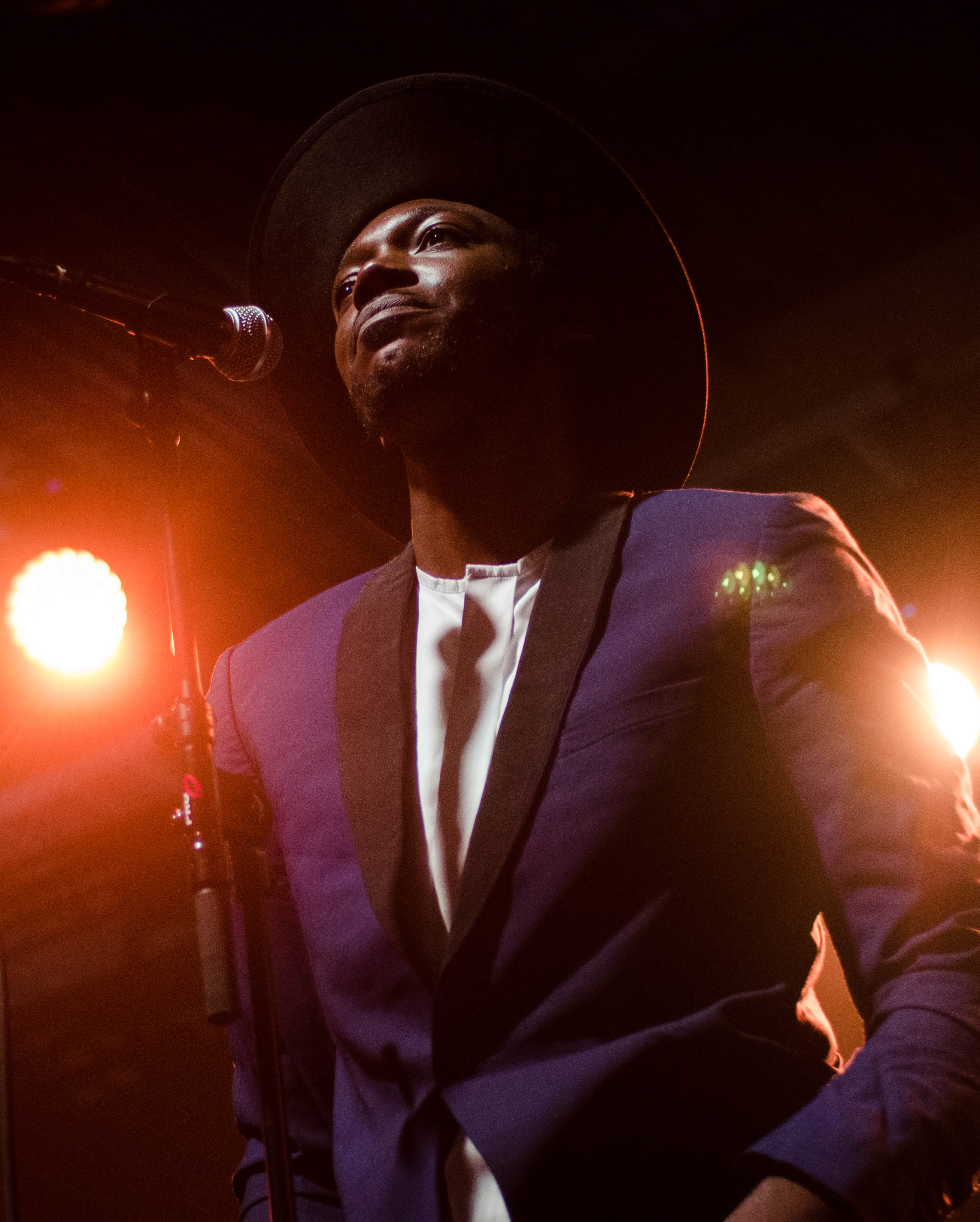
Baloji actuant el 2016

### Àlbums
Com a part de Starflam
- 1998: Starflam [Discipline Records / Rough Trade]
- 2000: Live & Direct [Warner Music Benelux]
- 2001: Survivant [Capitol/EMI]
- 2002: Survivant – Édition Spéciale (EMI)
- 2003: Donne moi de l'amour [Hostile/EMI]
- 2004: Donne moi de l'amour – Édition Deluxe (EMI)

Sol
- 2008: Hotel Impala
- 2011: Kinshasa Succursale
- 2015: 64 Bits and Malachite
- 2018: 137 Avenue Kaniama

## Maxis i singles
Com a part de Starflam
- 1997: "Corde raide" [12", Discipline Records]
- 1998: Ce plat pays II [12" & CD, Discipline Records]
- 2000: Bled runner [12" & CD, Warner Music Benelux]
- 2001: "De cause à effet" / "Ca tape dur" [12", Capitol / EMI]
- 2001: La Sonora [12 & CD, Capitol / EMI]
- 2001: Amnésie Internationale [12" & CD, Capitol / EMI]
- 2002: Sous pression [12" & CD, Capitol / EMI]
- 2003: "Marseille – Liège" / "Mr Orange" [12", Hostile / EMI]
- 2003: "Ils ne savent pas" [12", Hostile / EMI]

Destacat a
- 2015: "La vie est belle / Life is Beautiful" (Petite Noir feat. Baloji)

## Filmografia
| Any  | Títol                   | Paper   | Notes                                            |
| ---- | ----------------------- | ------- | ------------------------------------------------ |
| 2011 | Rundskop                | Patrick |                                                  |
| 2017 | How Camels Become Lions | Baloji  |                                                  |
| 2019 | Zombies                 |         | Director                                         |
| 2019 | Binti                   | Jovial  | Nominat –Premi Magritte al millor actor debutant |
| 2023 | Augure                  |         | Director, guionista                              |